# زحافة
الزحافة (باللاتينية: Crupina) جنس نباتي من الفصيلة النجمية. يضم بضعة أنواع من النباتات العشبية موطنها حوض البحر الأبيض المتوسط.

## من أنواعهالواطنةفيالوطن العربي
1. الزحافة الزحافية (باللاتينية: Crupina crupinastrum) في بلاد الشام وتركيا والقوقاز وشرق أوروبا
2. الزحافة الشائعة (باللاتينية: Crupina vulgaris) في المغرب العربي والقوقاز ومعظم مناطق أوروبا
3. الزحافة الوسيطة (باللاتينية: Crupina intermedia) في بلاد الشام وتركيا والقوقاز وبعض مناطق شرق أوروبا